# Vartioharju

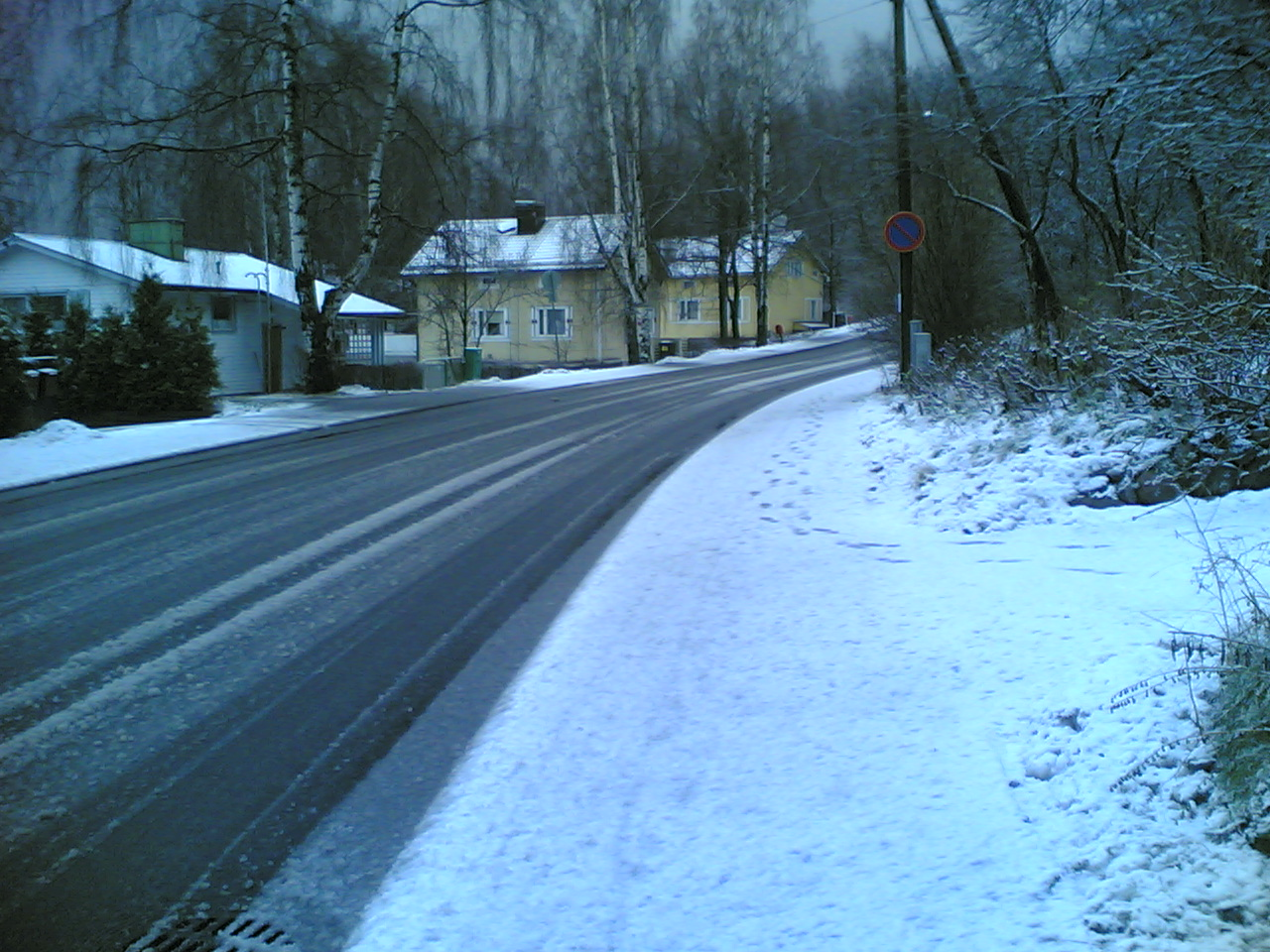
La rue Viikingintie en novembre 2005.

 Vartioharju (suédois : Botbyåsen) est une section du quartier de Vartiokylä d'Helsinki, la capitale de la Finlande.

## Description
Vartioharju a une superficie de 0,91 km2, sa population s'élève à 6 074 habitants(1.1.2010) et il offre 874 emplois (31.12.2008).